# Гвидо I да Полента
Гвидо I да Полента или Гвидо ди Ламберто Старый (итал. Guido I da Polenta; приблизительно 1230-е годы, Равенна, Папская область — 23 января 1310, там же) — сеньор Равенны в 1275—1297 годах из гвельфского рода да Полента, отец Франчески да Римини. Подеста Флоренции в 1290 году.

## Биография
Гвидо да Полента родился предположительно в 1230-х годах в семье Ламберто да Полента и Самаританы Манфреди. Его называли Гвидо Младший, чтобы отличать от двоюродного брата Гвидо Риччо. В 1240 году всем Полента пришлось уехать из родного города, занятого императорскими войсками. Первое упоминание о Гвидо относится к 1249 году, когда он вместе с родичами вернулся в Равенну и возглавил местный совет. В последующие годы Полента, возглавлявшие равеннских гвельфов, постоянно расширяли свои земельные владения, усиливали влияние на городские дела, крепили связи с аристократическими семьями из других частей Романьи и Тосканы. Гвидо занимал должность подеста в Чезене (1259—1260, 1264), Форли (1273, 1290, 1294), Имоле (1285), Флоренции (1290), должность капитана народа в Пистойе (1288).
В 1275 году благодаря поддержке Малатеста из Римини Гвидо добился изгнания своих конкурентов Траверсари и стал единоличным правителем Равенны с титулом consul et rector del Comune cittadino. В усиливающемся конфликте между гвельфами (сторонниками папы римского) и гибеллинами (сторонниками императора), а также между разными фракциями внутри гвельфской «партии» Гвидо союзничал с архиепископами Равенны. В 1282 году он поддержал папу Мартина V в его войне против гибеллина Гвидо да Монтефельтро и использовал это, чтобы установить контроль над Червией. В 1285/86 году вспыхнул конфликт между да Полента и Малатеста: Джанчотто Малатеста убил из ревности свою жену, дочь Гвидо Франческу. Эту вражду папа Николай IV смог погасить только к 1290 году.
Отношения между Полента и Святым престолом заметно ухудшились после окончательного разгрома итальянских гибеллинов. Гвидо дистанцировался от союза с папой, сосредоточившись на интересах равеннской коммуны. Из-за этого папский ректор в 1288 году приговорил Полента к огромному штрафу из-за обвинений в незаконной торговле. В 1290 году дело дошло до открытого разрыва: сыновья Гвидо заключили ректора Стефано Колонна в тюрьму. В 1295 году представитель папы вмешался во внутреннюю борьбу на стороне врагов Полента и добился разрушения домов Гвидо и его сына Ламберто. С этого момента влияние Полента резко уменьшилось.
В 1297 году Гвидо отрёкся от власти в пользу своих сыновей — Бернардино и Ламберто. Он умер 23 января 1310 года.

## Семья
Гвидо ди Ламберто был женат на женщине из рода Фонтана, имя которой неизвестно. В этом браке родились девять детей:
- Ламберто (умер в 1316), сеньор Равенны;
- Бернардино (умер в 1313), сеньор Червии;
- Франческа, жена Джанчотто Малатеста;
- Остасио (1282—1297), кондотьер, отец Гвидо Новелло, сеньора Равенны, и Ринальдо, архиепископа Равенны;
- Маноэле (умер в 1302);
- Гидуччо (умер в 1333);
- Бандино (умер в 1326), кондотьер, сеньор Червии;
- Насильо;
- Самаритана[2].

Наибольшую известность получила Франческа, ставшая персонажем «Божественной комедии» Данте. Гвидо выдал её приблизительно в 1275 году за Джанчотто Малатеста, наследника правителя Римини. Позже Франческа стала любовницей своего деверя Паоло Малатеста и была убита мужем между 1283 и 1286 годами. Боккаччо в своих комментариях к «Историям из итальянских поэтов» пишет, что Гвидо принудил дочь к браку обманом: зная, что Джанчотто уродлив и хром, он выдал за него Паоло, и Франческа только после свадьбы узнала, как выглядит её супруг. Следствием этого стали её измена и гибель.